# Jonathan
Jonathan je riječki glazbeni sastav nastao 2011. godine. Čine ga nekadašnji članovi Leta 3, Saliona, Mlata, Pasa, Mandrila. Osniva ga 2011. godine grupa bliskih prijatelja te prave svoj debi na hrvatskoj glazbenoj sceni 2013. godine singlom Maggie. Singl postaje hit po izlaženju te ga prati izlazak albuma prvijenca Bliss. Stil njihove glazbe često se uspoređuje s bendovima poput Franza Ferdinanda, The Strokesa i Queens of the Stone Agea.   

## Diskografija
- Bliss (2014.)
- Getting closer is keeping us apart (2015.)
- To Love or To Hold (2017./2018.)